# Auto-incrimination
L'auto-incrimination est l'acte de s'accuser soi-même d'un crime pour lequel une personne peut être poursuivie en justice. Elle peut être directe, lorsque la personne interrogée soumet volontairement des informations, ou indirecte, lorsque la personne soumet des informations sans invitation par une autre personne. La portée juridique de l'auto-incrimination est souvent limitée.
Il existe également un droit au silence.

## Par pays

### Canada
Au Canada, une personne a le « droit de ne pas être [contrainte] de témoigner contre [elle]-même ».
En droit civil québécois, en vertu de l'article 285 du Code de procédure civile, il n'existe pas de droit au silence, contrairement au droit pénal. Le témoin est obligé de répondre lorsqu'il est interrogé dans une instance civile, mais s'il avoue un crime pour cette raison, alors la protection contre l'auto-incrimination va s'appliquer et la réponse du témoin ne pourra pas être utilisée contre lui dans un procès pénal.

### États-Unis
Aux États-Unis, il existe aussi une protection contre l'auto-incrimination. L'accusé a la possibilité d'invoquer le 5e amendement de la Constitution.